# Zorzines adorabilis
Zorzines adorabilis är en fjärilsart som beskrevs av Katsumi Yazaki 1987. Zorzines adorabilis ingår i släktet Zorzines och familjen nattflyn. Inga underarter finns listade i Catalogue of Life.